# Rooi Els
Rooi Els is een dorpje met 125 inwoners,  in de provincie West-Kaap in Zuid-Afrika. De plaats is gelegen in de gemeente Overstrand. Het (toeristische) dorp is gelegen aan de kust op een plaats waar vaak walvissen worden gespot.

## Subplaatsen
Het nationaal instituut voor de statistiek, Stats SA, deelt sinds de census 2011 deze hoofdplaats in in zogenaamde subplaatsen (sub place), c.q. slechts één subplaats:
Rooi Els SP.